# Södra Åsarps kyrka
Södra Åsarps kyrka är en kyrkobyggnad i Södra Åsarp i Tranemo kommun. Den tillhör sedan 2014 Länghems församling (tidigare Södra Åsarps församling) i Göteborgs stift.

## Kyrkobyggnaden
Kyrkan är uppförd i sten i romansk stil, troligen under senare delen av 1100-talet. Kyrkans äldsta delar är långhuset och det lägre, i öster rakt avsmalnande koret. Under 1800-talet uppfördes ett vapenhus av trä vid västra gaveln. Långhusets innertak har tunnvalv av trä. Korets har däremot ett tunnvalv av sten samt en fönsteröppning i söder med ursprunglig form och en nisch i norra korväggen.
Kyrkan restaurerades 1928 och då uppfördes en sakristia i norr och året därpå tillkom en glasmålning i korets östra fönster utförd av Albert Eldh. Ytterligare en omfattande invändig renovering företogs 1933 under ledning av länsarkitekten Allan Berglund varvid den tidigare raserade triumfbågen återställdes mellan långhuset och koret. Ny bänkinredning tillkom och en ny värmeanläggning installerades och 1940 även elektrisk uppvärmning. En större restaurering genomfördes 1953 då kalkmålningarna konserverades och bänkinredningen målades om.

## Kalkmålningar

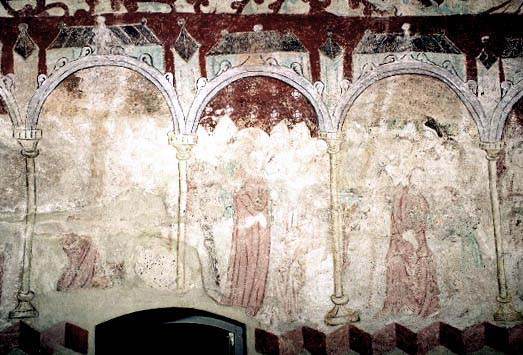
Passionshistorien, tidigt 1400-tal.

I koret finns kalkmålningar från tidigt 1400-tal med motiv som återger nio scener ur passionshistorien. Även i långhuset finns omfattande, men fragmenterade, målningar som i arkadscener skildrar Jesu brandom. En teori är att de tillkommit då kyrkan smyckades inför det förestående bröllopet i januari 1407 på den närliggande borgen Opensten mellan Ture Stensson (Bielke) och Birgitta Abrahamsdotter (Tjurhuvud).

## Klockstapel och klockor
Nordost om kyrkan står en klockstapel av trä. Den enda klockan är av en senmedeltida normaltyp utan inskrifter.

## Bilder

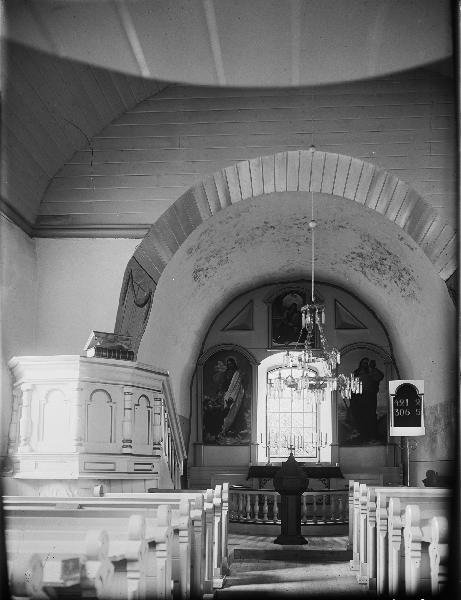
Triumfbågen
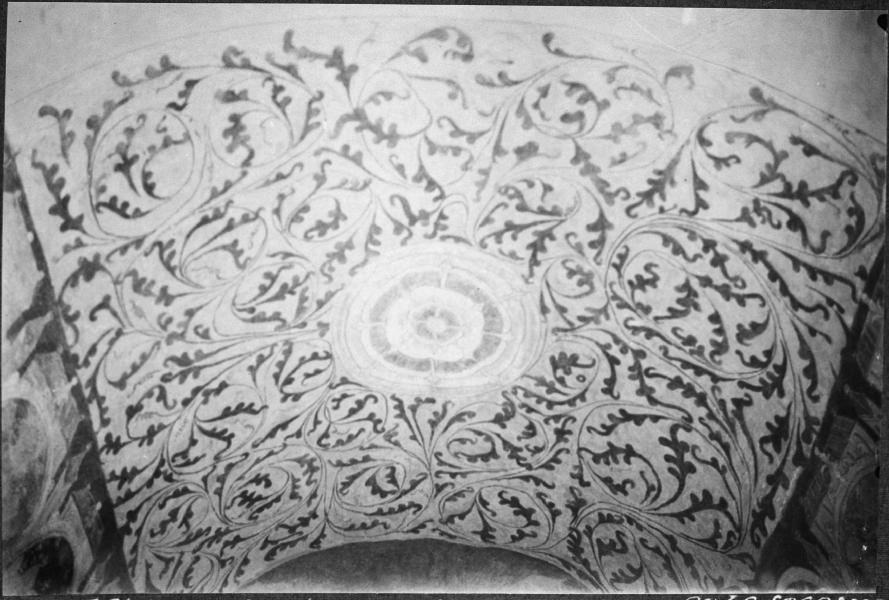
Kalkmålning i korvalvet
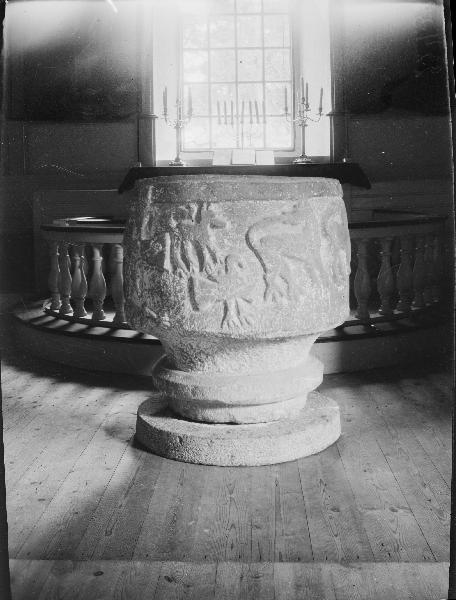
Dopfunt
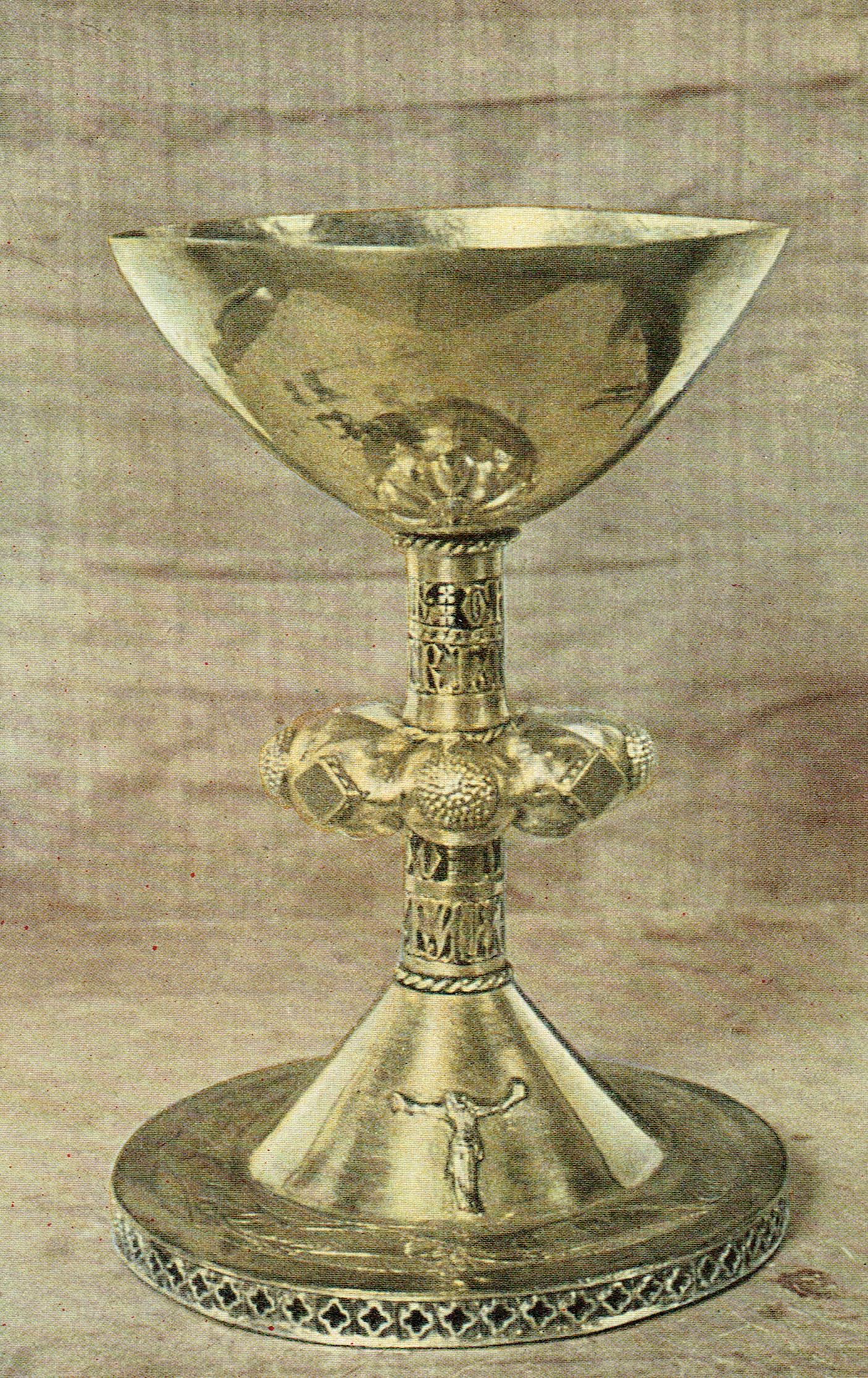
Kalk från 1300-talets senare del.
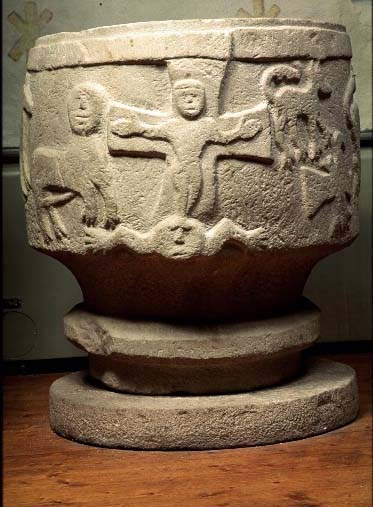
Dopfunt
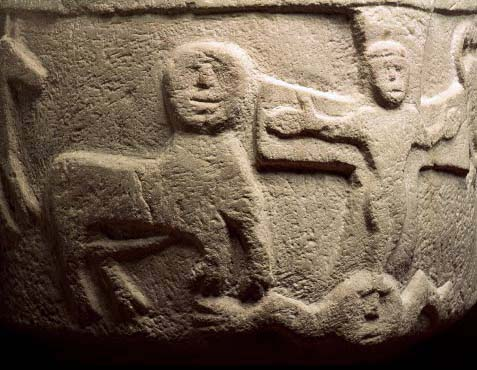
Lejon och Kristus på dopfunten.
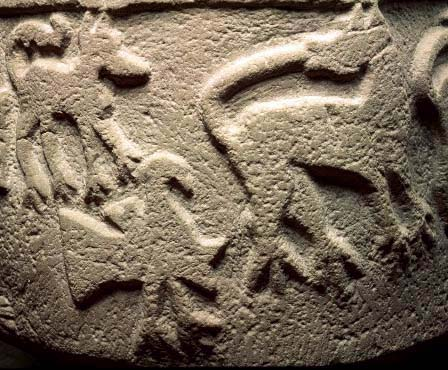
Djurscen på dopfunten.
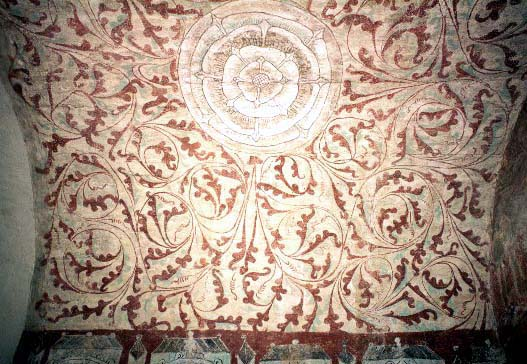

- Dopfunten av sandsten är troligen från 1100-talets senare hälft. Den är tillverkad i ett stycke och 90 cm hög. Cuppan är cylindrisk med ett nedtill konkavt skaft, som på mitten har ett trefasat band. Överst ett utsparat band.  Livet är utsmyckad med figurscener som inte är indelade och som återger: krucifix där Kristus trampar på den onde, två odjur med ryggarna mot varandra, ytterligare två odjur och en fågel, ett vandrande odjur samt ytterligare ett mindre odjur. Alla är återgivna i plattrelief. Uttömningshål saknas. Mycket välbevard, fast något skev.[3]
- Predikstolen, som sattes upp 1744, är tillverkad av bildhuggaren Anders Ekeberg från Gränna.
- Kalk med tillhörande paten som kan dateras till sent 1300-tal.

### Orgel
Orgelns stumma fasad härstammar från 1913 års orgel, byggd av Anders Petter Loocrantz. Verket är tillverkat 1987 av Hammarbergs Orgelbyggeri AB och har sju stämmor fördelade på manual och pedal.